# Conseil des ministres (Éthiopie)
Le Conseil des ministres (Amharique: የሚኒስትሮች ምክር ቤት, Ye ministeroch meker bét) est une institution politique éthiopienne établie par la Constitution de 1994. Il détient, avec le Premier ministre, les pouvoirs exécutifs suprêmes du Gouvernement fédéral (article 72-1), ses membres sont collectivement responsables devant la Chambre des représentants des peuples (article 72-2). Il est constitué du Premier ministre, du Vice-Premier ministre, les ministres et éventuellement d'autres membres désignés dans le cadre de la loi (article 76-1). Tous les nominations doivent être approuvées par la Chambre des représentants des peuples (article55-13); par conséquent, lorsque la coalition du Conseil des ministres perd la majorité à la Chambre des représentants des peuples, il sera dissous (article 60-2). Il est également responsable devant le Premier ministre (article 76-2). Ce dernier est le président et le représentant du Conseil des ministres dont il coordonne les activités (article 74-4). Par ailleurs, les lois, politiques, règlementations, directives et autres décisions adoptées par le Conseil des ministres sont toutes supervisées par le Premier ministre (article 74-5).

## Pouvoirs et fonctions du Conseil des ministres
Les pouvoirs et les fonctions du Conseil des ministres sont décrits à l'article 77 de la Constitution :
- il assure la mise en œuvre des lois et décisions adoptées par la Chambre des représentants des peuples (article 77-1);
- il décide de l'organisation structurelle des ministères et d’autres organes gouvernementaux qui sont responsables devant lui, il doit coordonner leurs activités et assurer un leadership (article 77-2);
- il propose un budget fédéral annuel, lorsqu'il est approuvé par la Chambre des représentants des peuples il doit le mettre en œuvre (article 77-3);
- il doit assurer la bonne exécution des politiques et stratégies financières et monétaires au niveau national; il doit administrer la Banque nationale, décider de l’émission de monnaie, emprunter de l’argent au niveau national et international, et réguler les opérations concernant les devises étrangères (article 77-4);
- il doit protéger les brevets et les droits d’auteur (article 77-5);
- il doit élaborer et mettre en œuvre les politiques et les stratégies économiques, sociales et de développement du pays (article 77-6);
- il doit présenter des standards de mesures et un calendrier uniformes (article 77-7);
- il doit élaborer la politique étrangère et superviser sa mise en œuvre (article 77-8);
- il doit assurer l'observance de la loi et de l'ordre (article 77-9);
- il a le pouvoir de déclarer l'état d’urgence. S’il le déclare, il devra soumettre, dans la limite de temps prévue par la Constitution, une proclamation déclarant l'état d’urgence au vote de la Chambre des représentants des peuples (article 77-10);
- il soumet des propositions de loi à la Chambre des représentants des peuples dans le domaine de ses compétences, y compris des propositions de loi sur les déclarations de guerre (article 77-11) ou les proclamations d'état de guerre (article 55-9);
- il doit s'acquitter d'autres responsabilités que la Chambre des représentants des peuples ou le Premier ministre pourraient lui confier (article 77-12);
- il doit mettre en œuvre les règlementations en conformité avec les pouvoirs qui lui sont attribués par la Chambre des représentants des peuples (article 77-13).

## Déclaration de l'état d'urgence
En ce qui concerne la déclaration de l'état d’urgence, le rôle du Conseil des Ministres est décrit à l'article 93 de la Constitution :
- le Conseil des ministres dispose du pouvoir de décréter l'état d’urgence lorsque le territoire national est envahi ou lorsqu'apparaît un trouble à l’ordre public, mettant en danger l’ordre constitutionnel et ne pouvant être contrôlé par les organes et les personnes chargés en temps normal de faire respecter la loi ; il peut également proclamer l'état d’urgence à la suite d’une catastrophe naturelle ou lorsqu'une épidémie surgit (article 93-1-a). Cet état d’urgence peut rester en vigueur pendant six mois et pourra être renouveler (article 93-3);
- lorsuqu'il le déclare, il devra soumettre, dans une limite de temps prévue par la Constitution, une proclamation au vote du Chambre des représentants des peuples (article 77-10);
- après l’entrée en vigueur de l'état d’urgence, le Conseil des ministres dispose, en conformité avec les règlementations qu'il a adoptées, des pouvoirs nécessaires afin de protéger la paix interne, la souveraineté nationale, la sécurité publique, afin également d'assurer le respect de la loi et de l'ordre (article 93-4-a);
- le Conseil des ministres peut suspendre les droits démocratiques et politiques mentionnés dans la Constitution dans la mesure où cette suspension peut permettre d'écarter les circonstances ayant amené à la proclamation de l'état d’urgence (article 93-4-b);
- au cours de l'exercice de ses pouvoirs durant l'état d’urgence, le Conseil des ministres ne peut pas suspendre ou limiter les droits prévus aux articles 1, 18, 25, 39-1 et 39-2 de la Constitution (article 93-4-b);
- le Conseil des ministres reçoit, avec le Premier ministre, des propositions de mesures correctives élaborées par la Commission d’Enquête sur l'état d’urgence (article 94-6-c).

## Source
Tous les articles cités font référence (sauf mention contraire) à la Constitution.